# Permutacja spółgłoskowa
Niektóre z zamieszczonych tu informacji wymagają weryfikacji.
Dokładniejsze informacje o tym, co należy poprawić, być może znajdują się w dyskusji tego artykułu.
 Po wyeliminowaniu niedoskonałości należy usunąć szablon [[Szablon:Dopracować|]] z tego artykułu.
Permutacja spółgłoskowa, alternacja spółgłoskowa – zjawisko, polegające na regularnej, gramatycznie uwarunkowanej wymianie spółgłosek na początku lub (zależnie od sufiksu) na końcu rdzenia wyrazu, zgodnie z wzorcem szeregu permutacyjnego, odpowiednio zachodzą permutacje (dla języka fulfulde):
- w – b – mb lub w – g – ng
- y – g – ng lub   y – j – nj
- r – d – nd
- f – p – p
- s – c – c
- h – k – k

Spółgłoski w, y, r, f, s, h tworzą szereg szczelinowy, spółgłoski b, g, d, p, c, k- szereg zwarty, spółgłoski mb, ng, nj i nd- prenazalizowany, niepełny, bo nie podlegają prenazalizacji p, c, k.
Spółgłoski l, t, nosowe i glottalizowane w permutacji nie uczestniczą.
Permutacja na równi z sufiksem jest wykładnikiem klasy rzeczownika, osoby, związku rzeczownika z przymiotnikiem.
Aczkolwiek permutacja spółgłoskowa jest potwierdzona tylko dla języków atlantyckich z rodziny językowej nigero-kongijskiej, to jednak analogicznymi procesami są lenicja i nazalizacja w językach celtyckich z indoeuropejskiej rodziny językowej (podobnym przykładem są wymiany spółgłosek na granicy rdzenia i końcówki w językach słowiańskich, na przykład polskie róg-rożek,  buk- buczek).